# Leptoclinides doboensis
Leptoclinides doboensis is een zakpijpensoort uit de familie van de Didemnidae. De wetenschappelijke naam van de soort is voor het eerst geldig gepubliceerd in 1913 door Sluiter.